# Christián Herc
Christián Herc, né le 30 septembre 1998 à Levice en Slovaquie, est un footballeur international slovaque qui évolue actuellement au poste de milieu central au DAC Dunajská Streda.

## Biographie

### Débuts professionnels
Né à Levice en Slovaquie, Christián Herc est formé au FC Nitra avant de rejoindre l'académie des Wolverhampton Wanderers en 2014.
Prêté en janvier 2018 par les Wolves au DAC Dunajská Streda jusqu'à la fin de la saison, Herc est à nouveau prêté à ce club pour une saison en mai 2018.
Le 22 avril 2018, il se met en évidence avec cette équipe, en étant l'auteur d'un doublé en championnat, sur la pelouse du MŠK Žilina, permettant au Dunajská Streda de l'emporter 2-3.
Le 25 août 2020, Herc est prêté pour une saison au club tchèque du MFK Karviná. Il joue son premier match quatre jours plus tard contre le SFC Opava, en championnat. Il entre en jeu à la place de Tomáš Ostrák, lors de cette rencontre remportée par son équipe sur le score de deux buts à un.

### Grasshopper Zurich
Le 22 juin 2021, Christián Herc s'engage en faveur du Grasshopper Zurich,. Il fait sa première apparition sous ses nouvelles couleurs le 25 juillet 2021, lors de la première journée de la saison 2021-2022 de Super League face au FC Bâle. Il est titularisé et son équipe s'incline par deux buts à zéro. Herc inscrit son premier but lors d'une rencontre de championnat face au FC Lucerne le 11 septembre 2021. Son équipe est menée très tôt dans la partie, d'un but signé Silvan Sidler et Herc égalise après la mi-temps (1-1 score final),.

### DAC Dunajská Streda
En fin de contrat avec le Grasshopper Zurich à l'été 2023, Christián Herc quitte le club et rejoint librement le DAC Dunajská Streda le 25 juillet 2023, où il a déjà évolué de 2018 à 2019 et avec lequel il signe jusqu'en juin 2025, avec une année supplémentaire en option.

### En sélection
Christián Herc représente l'équipe de Slovaquie des moins de 18 ans de 2015 à 2016, sélection avec laquelle il marque deux buts.
Avec les moins de 19 ans, il inscrit un but contre l'équipe de Chypre en mars 2017.
Le 14 novembre 2017, Christián Herc joue son premier match avec l'équipe de Slovaquie espoirs, contre l'Espagne. Il entre en jeu lors de cette rencontre perdue par son équipe (5-1). Il marque ses deux premiers buts avec les espoirs le 9 octobre 2019, contre le Liechtenstein, contribuant ainsi à la victoire de son équipe (2-4). Quelques jours plus tard, il marque un but contre l'équipe de France. Le mois suivant, il inscrit encore un nouveau but, contre la Géorgie. À de nombreuses reprises, il officie comme capitaine des espoirs.
Christián Herc honore sa première sélection avec l'équipe nationale de Slovaquie le 25 mars 2022, lors d'un match amical contre la Norvège. Il entre en jeu à la place de Stanislav Lobotka lors de cette rencontre perdue par son équipe (2-0).